# Yvaral
Jean-Pierre Vasarely dit « Yvaral », né le 25 janvier 1934 à Paris 6e et mort le 2 août 2002 à Villejuif, est un peintre et plasticien français.

## Éléments biographiques
Fils de Victor Vasarely, Yvaral est le cofondateur du Groupe de Recherche d'Art Visuel (GRAV) en 1960 avec Horacio Garcia Rossi, François Morellet, Francisco Sobrino, Joël Stein et Julio Le Parc.
Il est à l'origine de l'identité visuelle de Renault utilisée entre 1972 et 1992.
Yvaral est sans doute[réf. nécessaire] à l'origine de l'expression « art numérique » qu'il utilise depuis 1975. « Numérique » signifiant ici « régi par les nombres » et non « informatique », puisque ce n'est que dix ans plus tard qu'il s'aidera de l'outil informatique dans son travail.